# Shiftphone

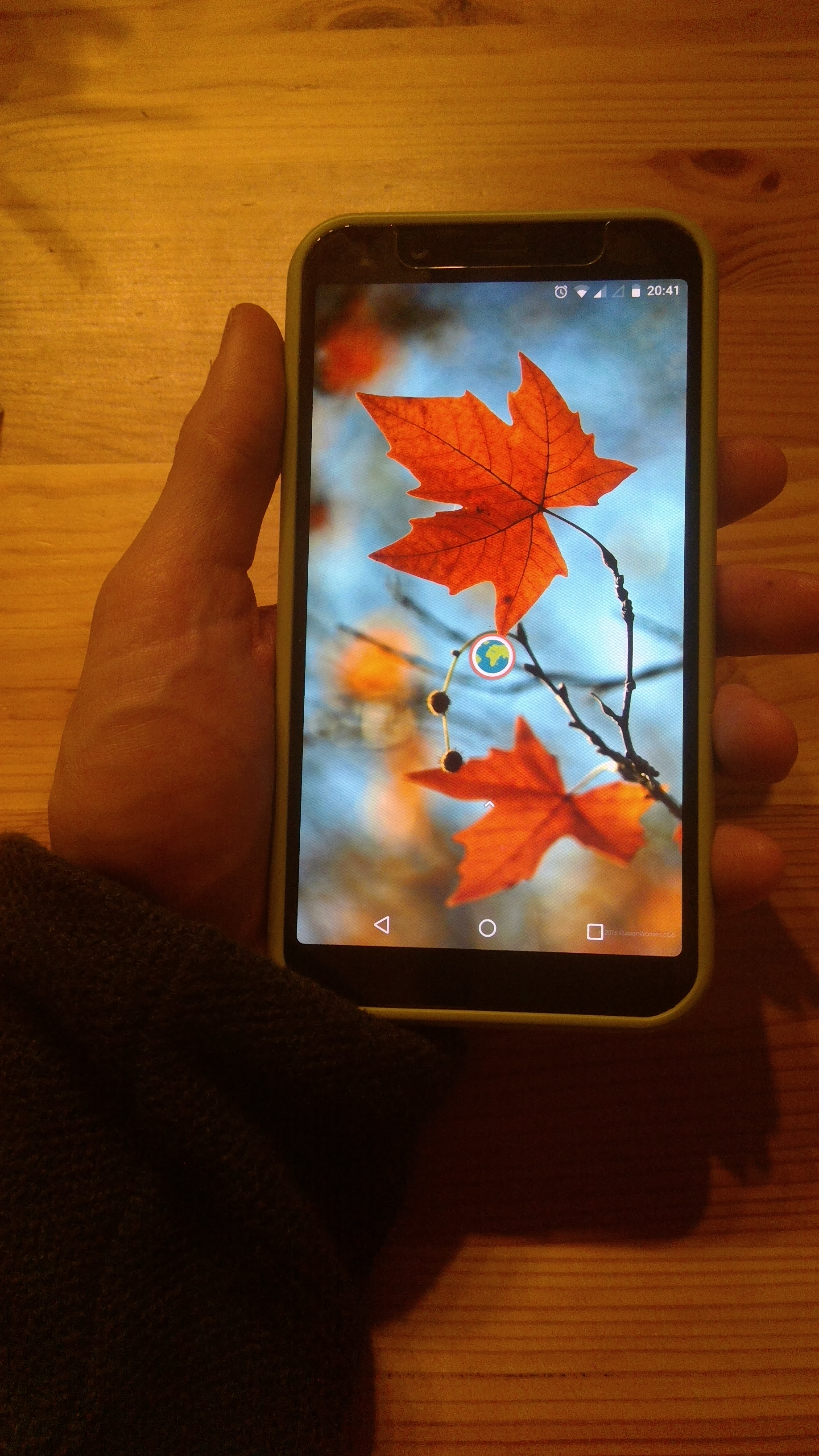
SHIFT6m

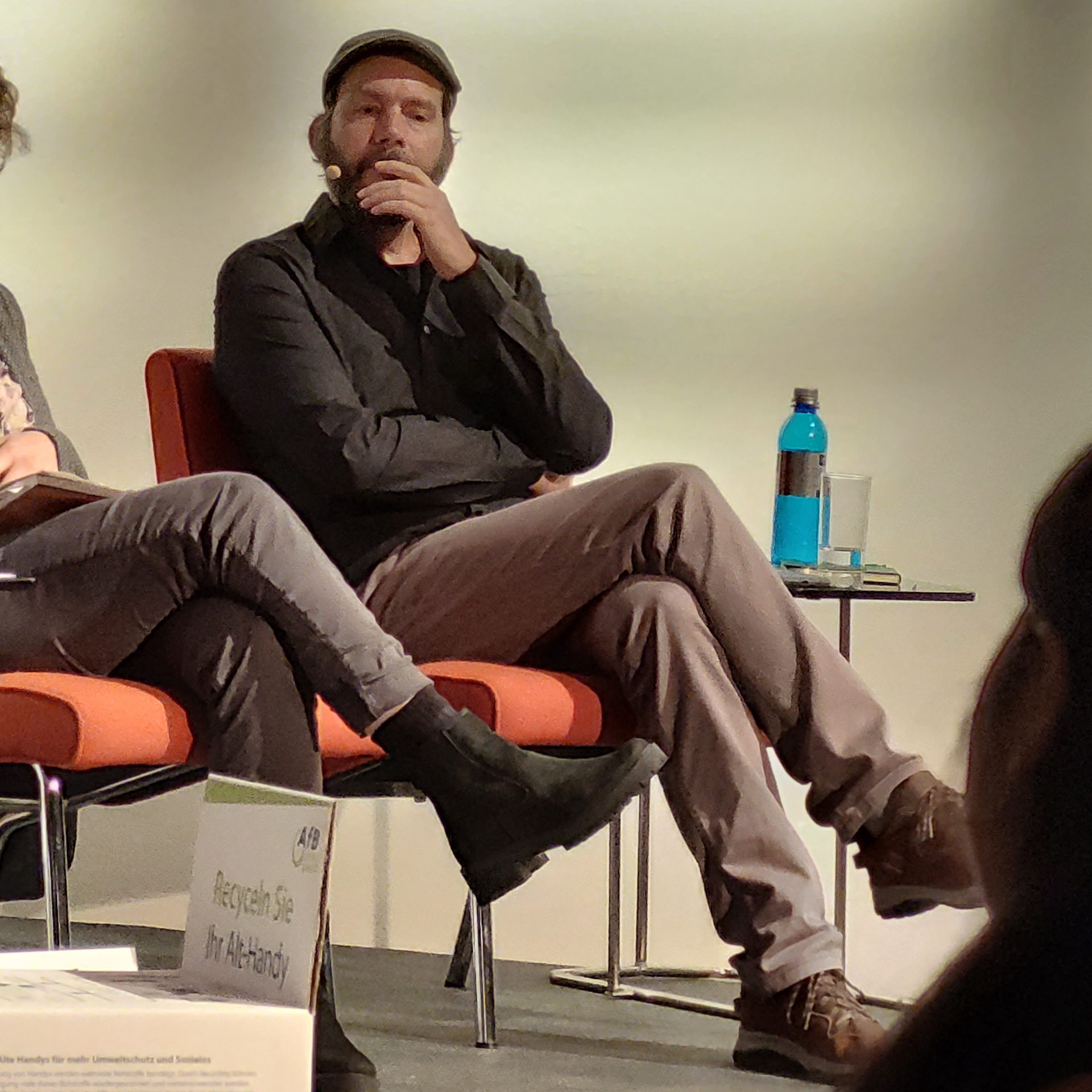
Fundador Carsten Waldeck

Shiftphone es un modular, fácil de reparar smartphone creado por la empresa SHIFT en Alemania. La empresa hace hincapié en el comercio justo y la ecología de forma similar a Fairphone. En lugar de condensadores de tantalio hechos de coltan, se utilizan condensadores de cerámicas para su fabricación. Hasta ahora, se han lanzado nueve series de modelos. El lanzamiento más reciente fue el Shift6m en mayo de 2018. Los próximos dispositivos serán el Shift6mq y el Shiftmu.[¿cuándo?]

### Nombres de los modelos
Los nombres de los modelos comienzan con la cadena "SHIFT" en letra mayúscula. 
Excepto en el caso del SHIFTmu, va seguido de la longitud de la diagonal de la pantalla redondeada a pulgadas completas. Después de eso
- termina el nombre - para los modelos más antiguos
- sigue un punto, a su vez seguido de un número - algunos modelos más nuevos hasta alrededor de 2017
- sigue una m - esto es para la nueva línea modular

### Nombre del SO
El SO se denomina SHIFT-OS o ShiftOS.

## Dispositivos
Nombre
Año de lanzamiento

| SHIFT4   | 2015                       |
| SHIFT4.2 | 2017                       |
| SHIFT5   | 2015                       |
| SHIFT5.1 | 2015                       |
| SHIFT5.2 | 2016                       |
| SHIFT5.3 | 2017                       |
| SHIFT5me | 2019                       |
| SHIFT6m  | 2018                       |
| SHIFT6mq | previsto en 2020           |
| SHIFT7   | 2014                       |
| SHIFT7+  | 2016                       |
| SHIFTmu  | No se espera antes de 2021 |

## Historia
SHIFT lleva desarrollando smartphones desde 2014. Al principio Carsten y su hermano Samuel Waldeck realizaron el proyecto SHIFT7 a través de la plataforma alemana de crowdfunding Startnext. Los hermanos fundaron Shift GmbH, una empresa con responsabilidad limitada por la ley alemana. En 2015 se lanzaron más Shiftphones con las series de modelos SHIFT4 y SHIFT5. El proyecto se convirtió en una pequeña empresa con 15 empleados en Alemania, que colaboró con la empresa china coordinadora de la producción "Vstar y Weihuaxin" en Shenzhen.

## Características

### Sostenibilidad
Los Shiftphones están construidos de forma modular para permitir al cliente cambiar piezas y reparar el dispositivo sin anular la garantía. Los vídeos ayudan al usuario a reparar su dispositivo, explicando cómo abrirlo y cómo cambiar ciertos módulos.

### Economía de ciclo
Los clientes tienen la opción de actualizar su dispositivo a un modelo diferente.

### Atención a los trabajadores
Los empleados por turnos en China no trabajan más de 50 horas a la semana, mientras que es habitual que la gente trabaje hasta 90. En comparación con el trabajador chino medio en las empresas de producción, el personal cuenta con seguros.

## Críticas y controversias sobre los minerales de conflicto
En 2016 la revista c't describió el Shift5 como un típico smartphone barato. Además, la revista argumentó que no había pruebas de que el coltán no se utilizara en los Shiftphones y criticó así la transparencia de SHIFT. SHIFT y otras fuentes secundarias afirman que el coltán no se utiliza en su fabricación. Sin embargo, según c't, la empresa asociada a SHIFT "Vstar y Weihuaxin" no proporcionó información sobre el material libre de conflicto utilizado en Shiftphone. A diferencia de Shiftphone, Fairphone proporciona informes de auditoría detallados sobre los proveedores de componentes a través de una agencia china, y también facilita información detallada sobre problemas y compromisos en la cadena de suministro.
El coltán se utiliza para fabricar componentes para teléfonos móviles y otros dispositivos electrónicos. Una gran parte del mineral procede de minas en la RDC (República Democrática del Congo). "Gran parte de la minería se ha realizado en pequeñas explotaciones mineras artesanales, a veces conocidas como Minería artesanal y de pequeña escala (MAPE). Estas minas de pequeña escala no están reguladas, con altos niveles de trabajo infantil y lesiones en el lugar de trabajo." Unos 50.000 niños, algunos de sólo siete años, trabajan en las minas de coltán del Congo. Los trabajadores apenas tienen protección o no la tienen y a menudo trabajan bajo tierra en pozos construidos por ellos mismos.
Los informes recientes pintan un panorama claro: los artículos de muchas revistas pudieron captar las declaraciones de Carsten Waldeck y demostrar su credibilidad en consecuencia.
Por ejemplo, golem.de informó en detalle sobre la empresa y sus esfuerzos en términos de sostenibilidad y equidad en junio de 2018.
La revista ProSieben Galileo' probó el recién estrenado smartphone Shift6m y esclareció, en forma de grabaciones de vídeo, las condiciones de producción de la manufactura propia ubicada en China en junio de 2018.
N-tv describió los esfuerzos iniciales por la equidad y la sostenibilidad, así como la historia del Shiftphone, en septiembre de 2018.
En agosto de 2018 el portal de ecología Utopia.de ya no informó de la falta de transparencia respecto al proceso de fabricación del hardware chino de Shift.
En el número 15/2018 la revista de informática c't mostraba un enfoque más positivo sobre el tema del fabricante alemán de smartphones Shift, aunque el reportaje en sí era bastante corto en comparación con otros proveedores de hardware europeos.